# وشترهفر
وشترهفر (به آلمانی: Westerhever) یک شهر در آلمان است که در ایدرشتدت واقع شده‌است.
 وشترهفر  ۱۳۱ نفر جمعیت دارد.